# Woskowice Małe
Woskowice Małe (niem. Lorzendorf) – wieś w Polsce położona w województwie opolskim, w powiecie namysłowskim, w gminie Namysłów. Miejscowość leży 11 km na północny wschód od Namysłowa.

## Zabytki
Do wojewódzkiego rejestru zabytków wpisane są:
- kościół św. Wawrzyńca, drewniany, z XIV wieku, 1711 r., 1811 r.
- dzwonnica wiejska, drewniana, z XVIII–XIX w. (nie istnieje)
- zespół pałacowo-parkowy, ukształtowany w XVIII w., i na przełomie XIX w. W centralnej części dziedzińca znajduje się renesansowy spichlerz – poza rejestrem, wybudowany w latach 1872-1874:
  - Pałac w Woskowicach Małych
  - oficyna i park.

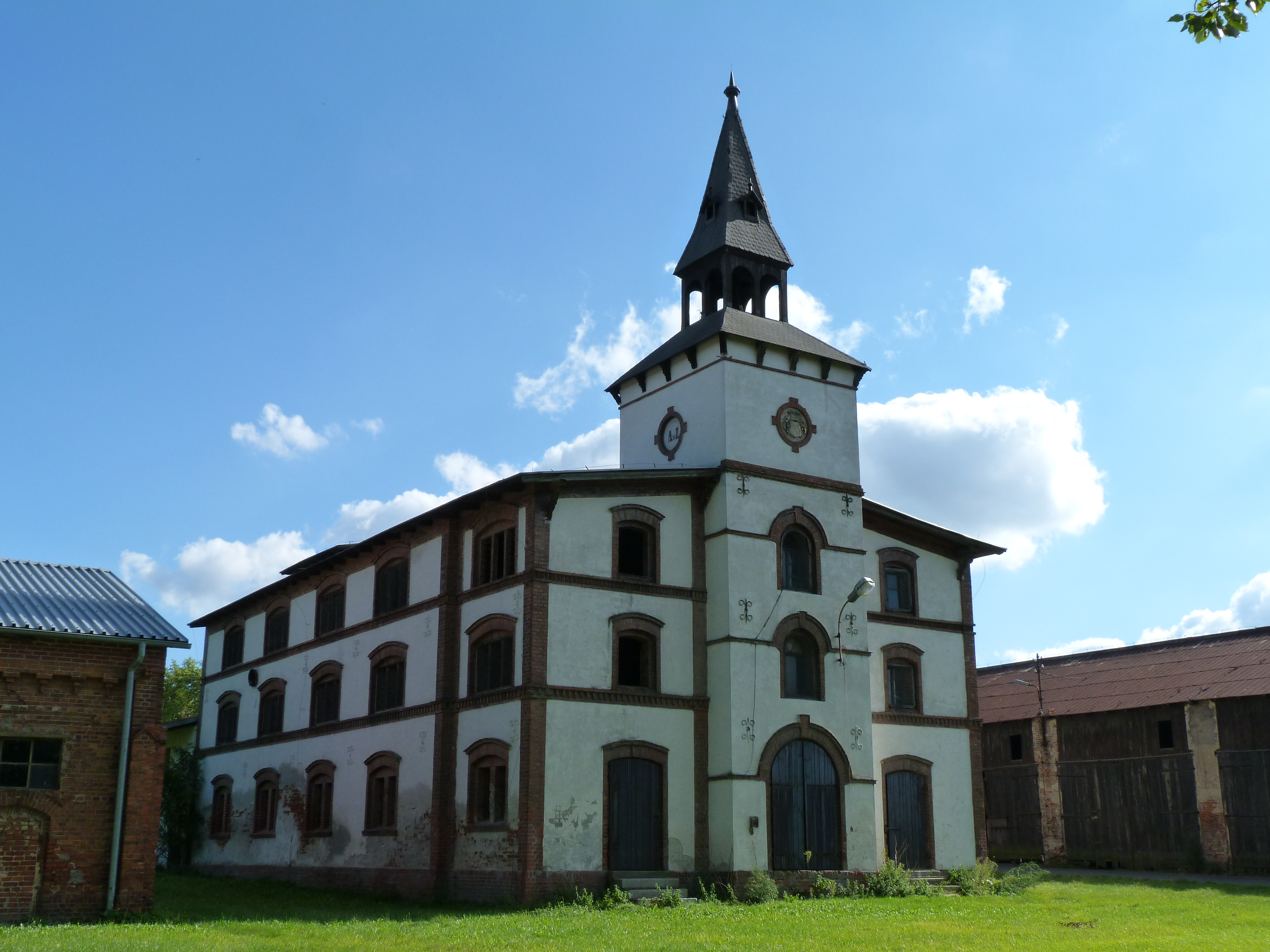
Spichlerz z XIX w. (folwark przypałacowy)
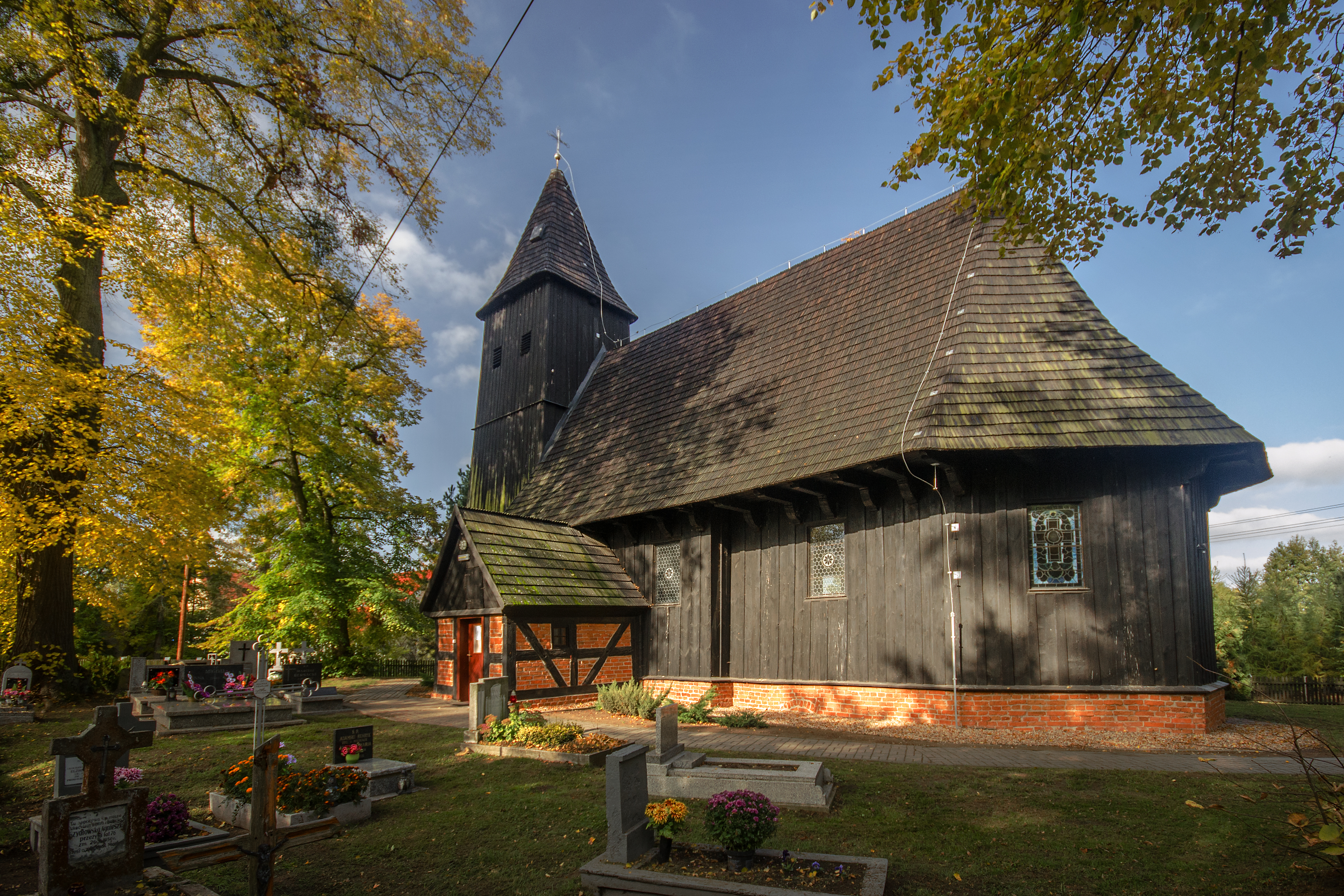
Kościół św. Wawrzyńca

W czasach niemieckich w odkopano tu pozostałości kultury halsztackiej datowane na ok. 600 r. p.n.e. Wśród znalezisk znajdowały się naszyjniki z brązu, naramienniki, wiadra etruskie. Zbiory zostały wywiezione w głąb Niemiec przed zakończeniem wojny.

## Znane osoby związane z miejscowością
- Łukasz Tusk - poseł Platformy Obywatelskiej na Sejm VI i VII kadencji, pochodzi z Woskowic.